# Küstenbatterie Kiberg

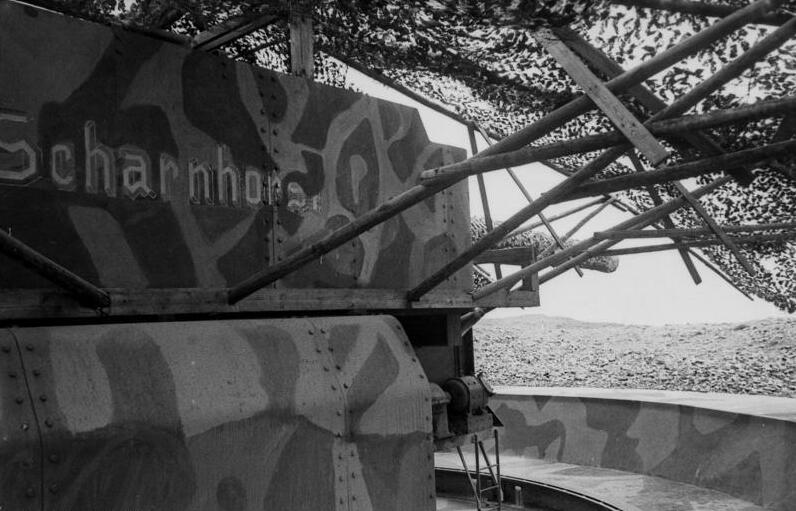
Getarnter Geschützturm Scharnhorst als Bewaffnung des Atlantikwalls in Vardø.

Koordinaten: 70° 17′ 19,9″ N, 31° 1′ 54″ O
Die Marine-Küstenbatterie 3./513 Kiberg beziehungsweise MKB 3./513 Kiberg ist ein ehemaliger Stützpunkt der deutschen Kriegsmarine im Zweiten Weltkrieg am Varangerfjord. Bestehend aus Bunkern und Geschützstellungen diente er, im Nordosten von Norwegen an der Barentssee gelegen, der Sicherung eines Küstenabschnitts und der Überwachung der küstennahen Gewässer auf der Strecke von Westen in das sowjetische Murmansk. Die Überreste befinden sich auf dem Kibergsneset in der Kommune Vardø im Fylke Finnmark.

## Geschichte
Zur Sicherung der nördlichsten Küste Norwegens am Varangerfjord wurde bereits 1330 die Festung Vardøhus eingerichtet. Dort wird seit 1923 die Küsten-Radiostation Vardø-Radio betrieben. Im August 1940 trafen die ersten deutschen Besatzungssoldaten in der Kleinstadt Vardø ein. Nach und nach kamen mehr deutsche Kräfte und begannen mit der Errichtung von Verteidigungsstellungen gegen eine mögliche Landung von See.
Im Rahmen der Nordverstärkung wurde Ende 1941 der Ausbau weiterer Verteidigungs- und Radarüberwachungsstellungen sowie der Bau einer neuen Küstenbatterie beschlossen. Als Standort wurde die Anhöhe Kibergneset südlich von Vardø und unmittelbar östlich von Kiberg gewählt. Hintergrund für den Stellungsbau in Norwegen war, dass weiter südöstlich die Angriffsoperationen auf die sowjetischen Stellungen an der Murmanskbahn erfolgten. Um die Frontlinien zu halten, sollte die norwegische Küste vor Gegenangriffen vom Meer geschützt werden. Die Arbeiten an der neuen Batterie zogen sich in die Länge. Zum Ende des Sommers 1942 sollte die Batterie gefechtsbereit sein. Der Ausbau des gesamten Stützpunkts mit Kampfständen und Bunkern war bis zum März 1943 so weit fortgeschritten, dass die Gesamtanlage zum 25. März als Fort Kiberg fertiggestellt wurde.

## Organisatorische Zuständigkeiten
Die organisatorischen Zuständigkeiten der Marine-Küstenbatterie 3./513 Kiberg ergeben sich einerseits aus den Belangen des Festungsbaus und der Ausstattung mit Rüstungs-, Aufklärungs- und Nachrichtentechnischem Material im nördlichen Abschnitt des Atlantikwalls; zeitweise auch als Festung Norwegen bezeichnet. Die Zuständigkeit für den militärischen Betrieb lag für diese Küstenbatterie bei der Kriegsmarine.
Die MKB 3./513 Kiberg war militärisch wie folgt eingebunden und unterstellt:
- Kriegsmarine-Oberkommando der Marine
  - Kommandierender Admiral Norwegen
  - ab 1943 Marineoberkommando Norwegen (MOK-Norwegen)
    - Admiral der norwegischen Polarküste
      - Kommandant der Seeverteidigung Tromsö
      - ab 1942 statt Tromsö Kommandant der Seeverteidigung Kirkenes
        - Artillerie-Kommandeur Kirkenes mit MAA 513 (Marine-Artillerie-Abteilung 513), September 1940 in Vardö zunächst mit drei Batterien aufgestellt:
          - MKB 2./513 Marine-Küstenbatterie Vadsø-Kiby,⊙ Hauptwaffnung der Batterie: 3 × 13-cm-L/55(r)
          - MKB 3./513 Marine-Küstenbatterie Kiberg, Hauptwaffnung der Batterie: 3 × 28-cm
          - MKB 4./513 Marine-Küstenbatterie Vardö,⊙ Hauptwaffnung der Batterie: 3 × 9,4-cm-Flak (e) nach anderen Quellen später 4 × 8,8-cm-FlaK-37

Durch spätere Fertigstellung und Umgruppierungen wurde aus der ursprünglich geplanten MKB 3./513 Tana später die MKB MKB 1./513.
Weitere Batterien die in Zuordnung zur MAA 513 (Marine-Artillerie-Abteilung 513) bekannt sind:
- MKB ./513 Marine-Küstenbatterie Kirkenes, Hauptwaffnung der Batterie: 3 × 15-cm (d)
- MKB ./513 Marine-Küstenbatterie Mestersand, Hauptwaffnung der Batterie: 4 × 24-cm
- Torpedobatterie Bökfjord (zeitweise, Abgabe an Marine-Artillerie-Abteilung 517)

Im Oktober 1944 wurden aufgrund des Vormarsches der Roten Armee die deutsche Armee ihre Truppen aus der Finnmark abgezogen. Dabei wurde am 29. Oktober 1944 das Fort Kiberg durch die Besatzung befehlsgemäß gesprengt. Die Truppen wurden in Kiberg auf 3 Minenräumbooten eingeschifft und über die Ostsee nach Westen verlegt.

## Beschreibung
Der Standort lag westlich von Vardø und nördlich des Ortes Kiberg.
Aufgabe der Befestigung war es, die Einfahrt in den Varangerfjord zu verteidigen. Hierzu wurde sie mit Geschützen bestückt, welche das größte Kaliber und die größte Reichweite in der gesamten Finnmark aufwiesen. Es handelte sich um drei 28-cm-Schnelladekanonen L/45, die bis zu 34.000 Metern weit schießen konnten. Die schweren Geschütze waren mit Bettungschießgerüsten in Ringbettungen montiert.
Nach einer Quelle waren die Geschütze ursprünglich für einen Stützpunkt in Gibraltar vorgesehen. Die Bettungsschießgerüste sollen von der „Batterie Grosser Kurfürst“ stammen und waren ursprünglich für 28-cm-Schnelladekanonen L/50 verwendet worden.
Diese Geschütze sollen nach Schlachtschiffen benannte gewesen sein Scharnhorst, Gneisenau und Moltke.
Dazu kamen Flak- und Panzerabwehrkanonen, so sind gesichert dokumentiert:
- Ein Regelbau M 178 „Leitstand für mittlere und schwere Batterien“, der knapp nördlich einer der Geschütztürme mit Blick nach östlich-südöstlicher Richtung auf die sowjetische Halbinsel Rybachy hin ausgerichtet ist
- Ein Regelbau 620 MG-Schartenstand mit Tobruk-Stand.
- Ein Regelbau 622 „Doppelgruppen-Unterstand“
- Ein Regelbau M 158 für das 15-cm-Leuchtgeschütz, welches von den Geschützen am nächsten zum Meer an der Ostspitze platziert war
- Drei Panzerabwehrkanonen (7,5-cm) im Westen der Anlage, davon eine auf die Hafenbucht von Kiberg ausgerichtet und das andere weiter im Nordwesten mit Ausrichtung auf die E75 nach Norden Mindestens ein Regelbau 701 „Pak-Unterstellraum ohne Nebenräume“.
- Zwei 7,5-cm-Feldkanonen mit Ausrichtung nach Süden in den Fjord
- Eine 4,7-cm-Panzerabwehrkanone
- Acht 2-cm-Flak
- Drei 4-cm-Flak
- Fünfzehn fest eingebaute Flammenwerfer
- Siebenunddreißig Maschinengewehre
- Achtundzwanzig Granatwerfer
- Sieben Scheinwerfer

Der Befehlsbunker war mit einem optischen Entfernungsmesser überbaut.
Zusätzlich wurde zwischen Kiberg und Langbunes auf dem Domen und dem Falkeflauget Funkmess-Stationen (Radar) errichtet, um die Feuerleitung der Batterie zu unterstützen.

## Norwegisches Kulturgut
Das Gelände der Küstenbatterie wurde nach dem Krieg keiner weiteren Nutzung zugeführt und im Wesentlichen sich selbst überlassen. Metalle wurden wie überall entlang der Festungslinien der europäischen Küsten überwiegend durch Schrotthändler entfernt und so sind heute nur noch Reste von Gebäuden sowie Bunker und die Bettungen der Geschützstellungen vor Ort zu finden.
Der Kommandobunker, ein Regelbau vom Typ M 178, ohne Bewaffnung und direkte Kampffunktion wurde nicht gesprengt. Er befindet sich weitgehend in einem Zustand, wie er von seiner Besatzung 1944 verlassen wurde.
Das gesamte Gelände wurde 2015 in die Liste der norwegischen Kulturgüter aufgenommen.

## Bilder

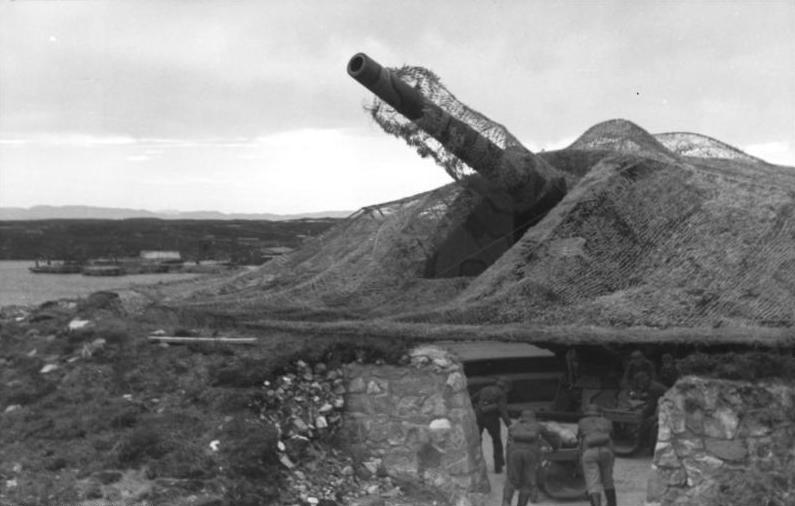
Tarnung einer Küstenbatterie
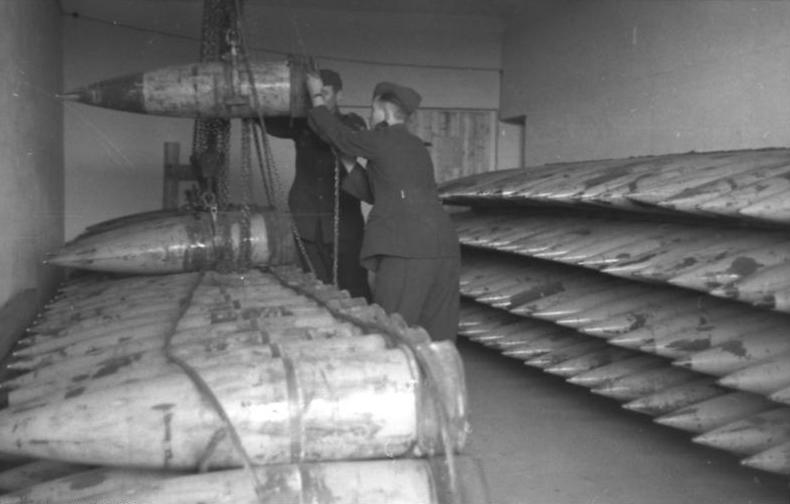
Munitionsbunker
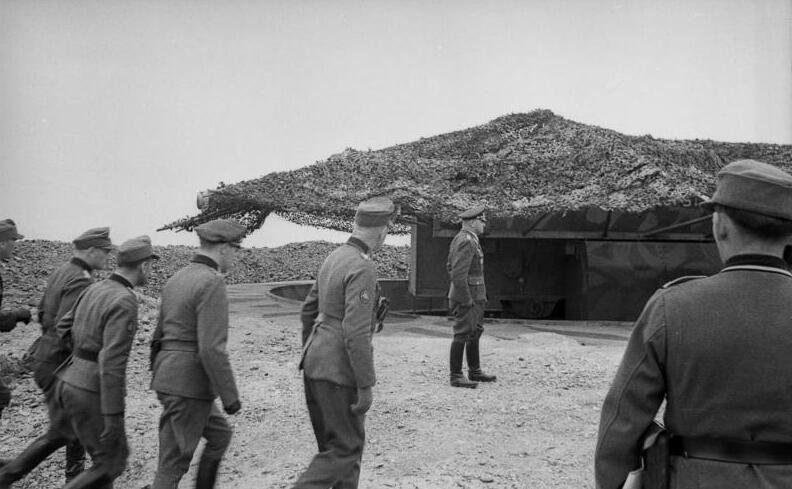
Besichtigung durch Offiziere
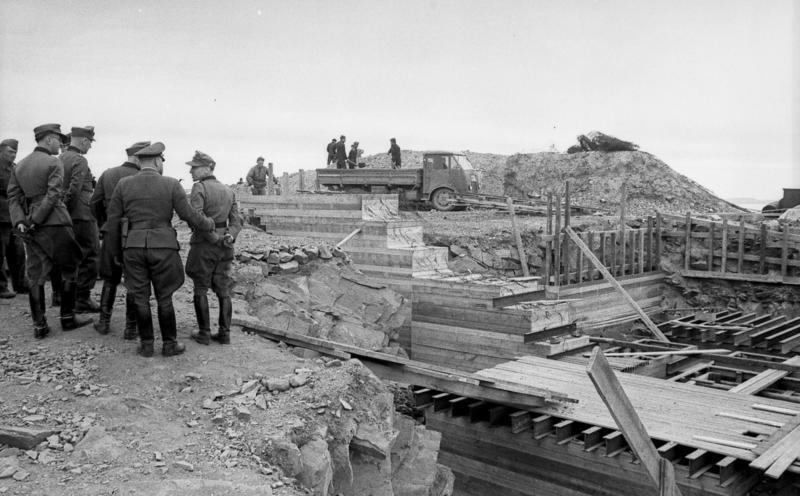
Besichtigung der Baustelle